# Centralnodravidski jezici
Centralnodravidski jezici,  jedna od četiri glavne skupine dravidskih jezika, koja obuhvaća (5) jezika, koji se govore na području indijskih država Maharashtra, Andhra Pradesh, Madhya Pradesh, Chhattisgarh i Orissa. Podijeljeni su na dvije podskupine, to su: a) kolami-naiki s (2) jezika i b) parji-gadaba s (3) jezika.

## Klasifikacija
a. Kolami-Naiki (2): kolami (sjeverozapadni, jugoistočni)
b. Parji-Gadaba (3): duruwa, gadaba (2 jezika: mudhili, pottangi ollar).

## Vanjske poveznice
- Ethnologue (14th)
- Ethnologue (15th)